# Concistori di papa Alessandro VI

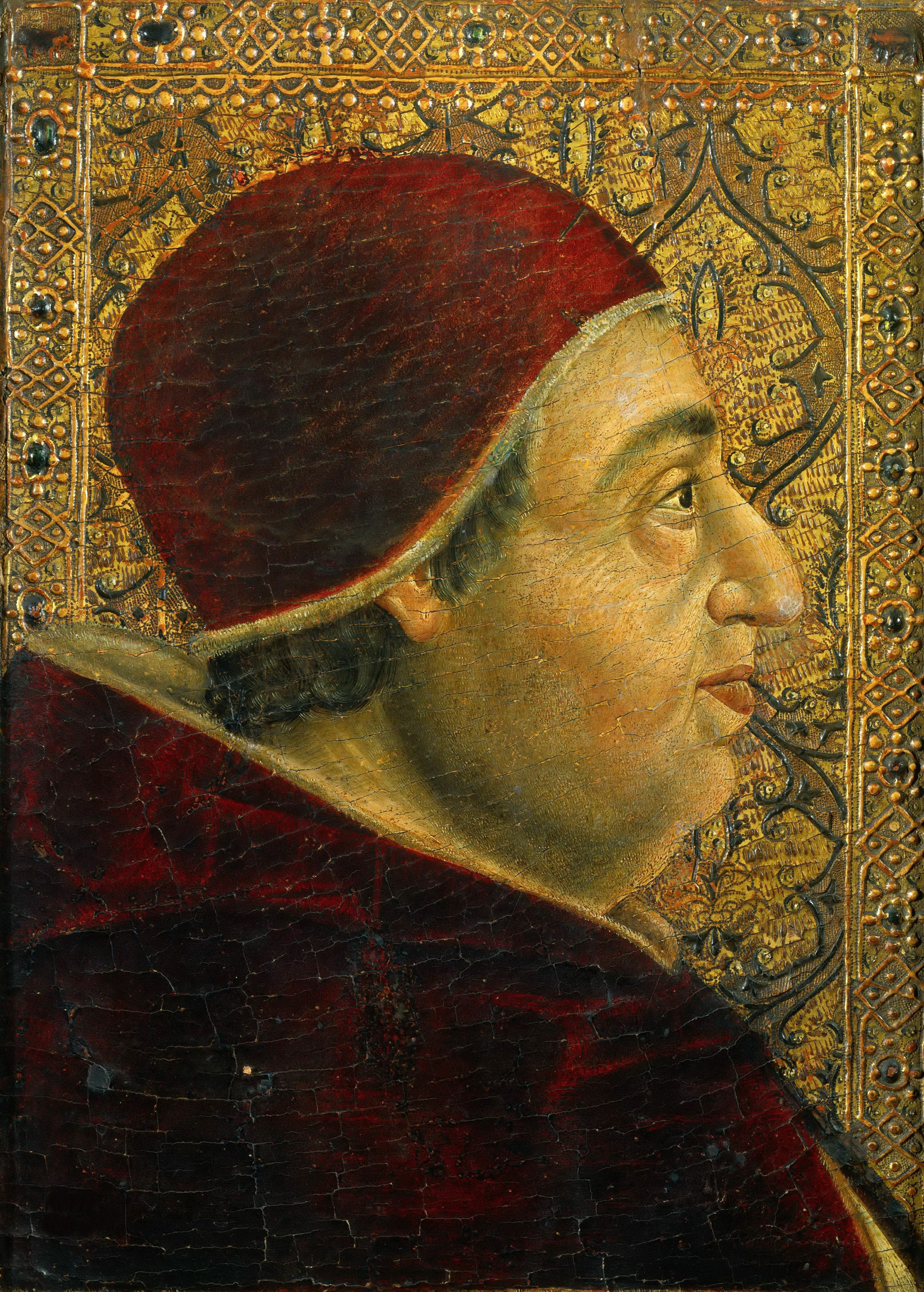
Papa Alessandro VI

Questa voce raccoglie l'elenco completo dei concistori ordinari pubblici per la creazione di nuovi cardinali presieduti da papa Alessandro VI, con l'indicazione di tutti i cardinali creati.
In dieci concistori, Alessandro VI creò 43 cardinali, provenienti da 8 nazioni: 16 italiani, 16 spagnoli, 6 francesi, 1 inglese, 1 polacco, 1 cipriota, 1 ungherese e 1 tedesco.

## 31 agosto 1492
Il 31 agosto 1492, durante il suo primo concistoro, papa Alessandro VI creò un solo nuovo cardinale, figlio di suo cugino:
- Juan de Borja Llançol de Romaní il Maggiore, nipote di Sua Santità, arcivescovo metropolita di Monreale; creato cardinale presbitero di Santa Susanna; deceduto il 1º agosto 1503.

## 20 settembre 1493
Il 20 settembre 1493, durante il suo secondo concistoro, papa Alessandro VI creò dodici nuovi cardinali, compreso il suo stesso figlio, ai quali conferì i titoli e le diaconie il 23 settembre. I dodici nuovi porporati furono:
- Jean de Bilhères de Lagraulas, O.S.B., vescovo di Lombez, abate commendatario di Saint-Denis, ambasciatore del re di Francia; creato cardinale presbitero di Santa Sabina; deceduto il 6 agosto 1499.
- Giovanni Antonio Sangiorgio, vescovo di Alessandria; creato cardinale presbitero dei Santi Nereo e Achilleo; deceduto il 14 marzo 1509.
- Bernardino López de Carvajal, vescovo di Cartagena; creato cardinale presbitero dei Santi Marcellino e Pietro[1][2]; deceduto il 16 dicembre 1523.
- Cesare Borgia, figlio di Sua Santità, arcivescovo eletto di Valencia; creato cardinale diacono di Santa Maria Nuova[3]; deceduto il 12 marzo 1507.
- Giuliano Cesarini il Giovane, protonotaro apostolico; creato cardinale diacono dei Santi Sergio e Bacco; deceduto il 1º maggio 1510.
- Domenico Grimani, protonotaro apostolico; creato cardinale diacono di San Nicola fra le Immagini[4]; deceduto il 23 agosto 1523.
- Alessandro Farnese il Vecchio, protonotaro apostolico, tesoriere generale della Camera apostolica; creato cardinale diacono dei Santi Cosma e Damiano; eletto papa con il nome di Paolo III il 13 ottobre 1534; deceduto il 10 novembre 1549.
- Bernardino Lonati, protonotaro apostolico; creato cardinale diacono di San Ciriaco alle Terme Diocleziane[4]; deceduto il 7 agosto 1497.
- Raymond Pérault, O.E.S.A., principe-vescovo di Gurk; creato cardinale diacono di Santa Maria in Cosmedin; deceduto il 5 settembre 1505.
- John Morton, arcivescovo metropolita di Canterbury; creato cardinale presbitero di Sant'Anastasia; deceduto il 15 settembre 1500.
- Fryderyk Jagiellończyk, figlio del re di Polonia, vescovo di Cracovia; creato cardinale diacono di Santa Lucia in Septisolio; deceduto il 14 marzo 1503.
- Ippolito d'Este, figlio del duca di Ferrara, amministratore apostolico di Esztergom; deceduto il 3 settembre 1520.

## maggio 1494
Nel maggio 1494, durante il suo terzo concistoro, papa Alessandro VI creò un solo nuovo cardinale, riservato in pectore:
- Luigi d'Aragona, nipote del re di Napoli, protonotario apostolico; creato cardinale diacono di Santa Maria in Cosmedin[5]; deceduto il 21 gennaio 1519.

## 16 gennaio 1495
Il 16 gennaio 1495, durante il suo quarto concistoro, papa Alessandro VI creò un solo nuovo cardinale, al quale conferì il titolo il 19 gennaio:
- Guillaume Briçonnet, vescovo di Saint-Malo; creato cardinale presbitero di Santa Pudenziana[1][6]; deceduto il 14 dicembre 1514.

## 21 gennaio 1495
Il 21 gennaio 1495, durante il suo quinto concistoro, papa Alessandro VI creò un solo nuovo cardinale, al quale conferì il titolo il 12 febbraio:
- Philippe de Luxembourg, vescovo di Le Mans; creato cardinale presbitero dei Santi Marcellino e Pietro; deceduto il 2 giugno 1519.

## 19 febbraio 1496
Il 19 febbraio 1496, durante il suo sesto concistoro, papa Alessandro VI pubblicò il cardinale riservato in pectore nel concistoro del maggio 1494 e creò quattro nuovi cardinali, tutti spagnoli e nativi di Valencia, ai quali conferì i titoli e le diaconie il 24 febbraio. I quattro nuovi porporati furono:
- Juan López, vescovo di Perugia; creato cardinale presbitero di Santa Maria in Trastevere; deceduto il 5 agosto 1501.
- Bartolomé Martí, vescovo di Segorbe ed Albarracín; creato cardinale presbitero di Sant'Agata alla Suburra[8]; deceduto il 25 marzo 1500.
- Juan de Castro, vescovo di Agrigento; creato cardinale presbitero di Santa Prisca; deceduto il 29 settembre 1506.
- Juan de Borja Llançol de Romaní il Minore, nipote di Sua Santità, vescovo eletto di Melfi; creato cardinale diacono di Santa Maria in Via Lata; deceduto il 17 gennaio 1500.

## 17 settembre 1498
Il 17 settembre 1498, durante il suo settimo concistoro, papa Alessandro VI creò un solo nuovo cardinale:
- Georges I d'Amboise, arcivescovo metropolita di Rouen; creato cardinale presbitero di San Sisto; deceduto il 25 maggio 1510.

## 20 marzo 1500
Il 20 marzo 1500, durante il suo ottavo concistoro, papa Alessandro VI creò tre nuovi cardinali, tutti riservati in pectore. I tre nuovi porporati furono:
- Diego Hurtado de Mendoza y Quiñones, arcivescovo metropolita di Siviglia; creato cardinale presbitero di Santa Sabina; deceduto il 14 ottobre 1502.
- Amanieu d'Albret, genero di Sua Santità, protonotaro apostolico, amministratore apostolico di Comminges e Oloron; creato cardinale diacono di San Nicola in Carcere[1][9]; deceduto il 20 dicembre 1520.
- Pedro Luis de Borja Llançol de Romaní, nipote di Sua Santità, cavaliere dell'Ordine di San Giovanni in Gerusalemme, arcivescovo eletto di Valencia; creato cardinale diacono di Santa Maria in Via Lata; deceduto il 4 ottobre 1511.

## 28 settembre 1500
Il 28 settembre 1500, durante il suo nono concistoro, papa Alessandro VI pubblicò i cardinali riservati in pectore nel concistoro del 20 marzo precedente e creò nove nuovi cardinali, pubblicati il 2 ottobre, ai quali conferì i titoli e le diaconie il 5 ottobre. I nove nuovi porporati furono:
- Jaime Serra i Cau, arcivescovo metropolita di Oristano; creato cardinale presbitero di San Vitale; deceduto il 15 marzo 1517.
- Pietro Isvalies, arcivescovo metropolita di Reggio Calabria; creato cardinale presbitero di San Ciriaco alle Terme Diocleziane; deceduto il 22 settembre 1511.
- Francisco de Borja, nipote di Sua Santità, arcivescovo metropolita di Cosenza; creato cardinale presbitero di Santa Cecilia[1]; deceduto il 4 novembre 1511.
- Juan de Vera, arcivescovo metropolita di Salerno; creato cardinale presbitero di Santa Balbina; deceduto il 4 maggio 1507.
- Ludovico Podocataro, vescovo di Capaccio; creato cardinale presbitero di Sant'Agata alla Suburra[8]; deceduto il 25 agosto 1504.
- Antonio Trivulzio il Maggiore, O.C.R.S.A., vescovo di Como; creato cardinale presbitero di Sant'Anastasia; deceduto il 18 marzo 1508.
- Giovanni Battista Ferrari, vescovo di Modena, pro-datario di Sua Santità; creato cardinale presbitero di San Crisogono; deceduto il 20 luglio 1502.
- Tamás Bakócz, cancelliere del Regno d'Ungheria, arcivescovo metropolita di Esztergom; creato cardinale presbitero dei Santi Silvestro e Martino ai Monti; deceduto l'11 giugno 1521.
- Marco Cornaro, protonotaro apostolico; creato cardinale diacono di Santa Maria in Portico Octaviae; deceduto il 24 luglio 1524.

In questo concistoro, inoltre, creò anche un cardinale riservato in pectore:
- Giovanni Stefano Ferrero, vescovo di Vercelli; creato cardinale presbitero di San Vitale[10]; deceduto il 5 ottobre 1510.

## 31 maggio 1503
Il 31 maggio 1503, durante il suo decimo ed ultimo concistoro, papa Alessandro VI creò nove nuovi cardinali, pubblicati il 2 giugno, ai quali conferì i titoli e le diaconie il 12 giugno. I nove nuovi porporati furono:
- Juan Castellar y de Borja, arcivescovo metropolita di Trani; creato cardinale presbitero di Santa Maria in Trastevere; deceduto il 1º gennaio 1505.
- Francisco de Remolins, arcivescovo metropolita di Sorrento; creato cardinale presbitero dei Santi Giovanni e Paolo; deceduto il 5 febbraio 1518.
- Francesco Soderini, vescovo di Volterra; creato cardinale presbitero di Santa Susanna; deceduto il 17 maggio 1524.
- Melchior von Meckau, principe-vescovo di Bressanone; creato cardinale presbitero di San Nicola fra le Immagini; deceduto il 3 marzo 1509.
- Niccolò Fieschi, vescovo eletto di Fréjus; creato cardinale diacono di Santa Lucia in Septisolio; deceduto il 15 giugno 1524.
- Francisco Desprats, vescovo di León; creato cardinale presbitero dei Santi Sergio e Bacco[8]; deceduto il 10 settembre 1504.
- Adriano Castellesi, vescovo di Hereford; creato cardinale presbitero di San Crisogono[11]; deceduto nel dicembre del 1521.
- Jaime de Casanova, camerlengo privato di Sua Santità, protonotario apostolico; creato cardinale presbitero di Santo Stefano al Monte Celio; deceduto il 4 giugno 1504.
- Francisco Lloris y de Borja, nipote di Sua Santità, vescovo di Elne; creato cardinale diacono di Santa Sabina[4]; deceduto il 22 luglio 1506.

## Altri cardinali creati
Nell'Annuario Pontificio del 1936, si fa menzione di altri tre cardinali, nominati in segreto:
- Giovanni, ambasciatore del duca di Sassonia presso la Santa Sede, nominato nel 1499 e morto subito dopo.
- Pietro Ciera, veneziano, protonotaro apostolico, creato sub silenzio il 17 aprile 1501 e morto subito dopo senza che la sua nomina fosse stata resa pubblica.
- François Busleiden, arcivescovo metropolita di Besançon, creato segretamente nel 1501 e mai reso pubblico.